# Josh Dasilva
Pour les articles homonymes, voir Dasilva.
Joshua « Josh » Dasilva, né le 23 octobre 1998 à Ilford, est un footballeur anglais qui évolue au poste de milieu de terrain.

## Biographie

### En club
Formé à l'Arsenal FC, Dasilva prend part à sa première rencontre avec l'équipe première en entrant en jeu à la mi-temps du match de League Cup face aux Doncaster Rovers (victoire 1-0) le 20 septembre 2017.
Le 21 août 2018, il s'engage pour quatre saisons avec le Brentford FC.

### En sélection
Josh Da Silva participe au championnat d'Europe des moins de 19 ans avec l'équipe d'Angleterre en 2017. Il joue trois matchs lors de cette compétition que l'Angleterre remporte en battant le Portugal en finale.

## Statistiques
| Saison                | Club                  | Championnat           | Championnat | Championnat | Coupe nationale | Coupe nationale | Coupe de la Ligue | Coupe de la Ligue | Compétition(s) continentale(s) | Compétition(s) continentale(s) | Compétition(s) continentale(s) | Play-offs | Play-offs | Total | Total |
| Saison                | Club                  | Division              | M.          | B.          | M.              | B.              | M.                | B.                | Comp.                          | M.                             | B.                             | M.        | B.        | M.    | B.    |
| 2017-2018             | Arsenal FC            | Premier League        | -           | -           | -               | -               | 3                 | 0                 | -                              | -                              | -                              | -         | -         | 3     | 0     |
| Sous-total            | Sous-total            | Sous-total            | -           | -           | -               | -               | 3                 | 0                 | -                              | -                              | -                              | -         | -         | 3     | 0     |
| 2018-2019             | Brentford FC          | Championship          | 17          | 1           | 4               | 0               | -                 | -                 | -                              | -                              | -                              | -         | -         | 21    | 1     |
| 2019-2020             | Brentford FC          | Championship          | 42          | 10          | 2               | 0               | -                 | -                 | -                              | -                              | -                              | 3         | 0         | 47    | 10    |
| 2020-2021             | Brentford FC          | Championship          | 30          | 5           | -               | -               | 5                 | 2                 | -                              | -                              | -                              | -         | -         | 35    | 7     |
| 2021-2022             | Brentford FC          | Premier League        | 9           | 0           | 1               | 0               | -                 | -                 | -                              | -                              | -                              | -         | -         | 10    | 0     |
| 2022-2023             | Brentford FC          | Premier League        | 35          | 4           | 2               | 0               | 2                 | 0                 | -                              | -                              | -                              | -         | -         | 39    | 4     |
| 2023-2024             | Brentford FC          | Premier League        | 3           | 0           | 2               | 0               | -                 | -                 | -                              | -                              | -                              | -         | -         | 5     | 0     |
| Sous-total            | Sous-total            | Sous-total            | 136         | 20          | 11              | 0               | 7                 | 2                 | -                              | -                              | -                              | 3         | 0         | 157   | 22    |
| Total sur la carrière | Total sur la carrière | Total sur la carrière | 136         | 20          | 11              | 0               | 10                | 2                 | -                              | -                              | -                              | 3         | 0         | 160   | 22    |

## Palmarès

### En sélection
- Vainqueur du championnat d'Europe des moins de 19 ans en 2017.